# تتسوشی تاناکا
تتسوشی تاناکا (انگلیسی: Tetsushi Tanaka؛ زادهٔ ۱۸ فوریهٔ ۱۹۶۶) یک هنرپیشه اهل ژاپن است.
از فیلم‌ها یا برنامه‌های تلویزیونی که وی در آن نقش داشته است می‌توان به تولد دوباره و به سوی رؤیا اشاره کرد.